# Jamie Salé
Jamie Rae Salé (Edmonton, Alberta, 21 de abril de 1977) é uma ex-patinadora artística canadense. Ela e seu parceiro (e marido) David Pelletier conquistaram a medalha de ouro nos Jogos Olímpicos de Inverno de 2002, sendo parte integrante de um escândalo envolvendo a arbitragem.

## Principais resultados

### Com David Pelletier
| Resultados                                                             | Resultados        | Resultados       | Resultados       | Resultados      | Resultados    | Resultados    | Resultados    | Resultados    | Resultados    | Resultados    | Resultados    | Resultados    |
| Internacional                                                          | Internacional     | Internacional    | Internacional    | Internacional   | Internacional | Internacional | Internacional | Internacional | Internacional | Internacional | Internacional | Internacional |
| Evento/Temporada                                                       | 1998– 1999        | 1999– 2000       | 2000– 2001       | 2001– 2002      |               |               |               |               |               |               |               |               |
| ---------------------------------------------------------------------- | ----------------- | ---------------- | ---------------- | --------------- | ------------- | ------------- | ------------- | ------------- | ------------- | ------------- | ------------- | ------------- |
| Jogos Olímpicos                                                        |                   |                  |                  | Medalha de ouro |               |               |               |               |               |               |               |               |
| Campeonato Mundial                                                     |                   | 4.ª              | Medalha de ouro  |                 |               |               |               |               |               |               |               |               |
| Campeonato dos Quatro Continentes                                      |                   | Medalha de ouro  | Medalha de ouro  |                 |               |               |               |               |               |               |               |               |
| GP Grand Prix Final                                                    |                   | 5.ª              | Medalha de ouro  | Medalha de ouro |               |               |               |               |               |               |               |               |
| GP Nations Cup                                                         |                   | Medalha de prata |                  |                 |               |               |               |               |               |               |               |               |
| GP NHK Trophy                                                          | Medalha de bronze |                  |                  |                 |               |               |               |               |               |               |               |               |
| GP Skate America                                                       |                   | Medalha de ouro  | Medalha de ouro  | Medalha de ouro |               |               |               |               |               |               |               |               |
| GP Skate Canada International                                          | Medalha de bronze |                  | Medalha de ouro  | Medalha de ouro |               |               |               |               |               |               |               |               |
| GP Trophée Lalique                                                     |                   |                  | Medalha de prata |                 |               |               |               |               |               |               |               |               |
| Nacional                                                               |                   |                  |                  |                 |               |               |               |               |               |               |               |               |
| Campeonato Canadense                                                   | Medalha de prata  | Medalha de ouro  | Medalha de ouro  | Medalha de ouro |               |               |               |               |               |               |               |               |
|                                                                        |                   |                  |                  |                 |               |               |               |               |               |               |               |               |
| Legenda: GP = Grand Prix; Competição não foi disputada nesta temporada |                   |                  |                  |                 |               |               |               |               |               |               |               |               |

### Com Jason Turner
| Resultados                                            | Resultados      | Resultados    | Resultados        | Resultados    | Resultados    | Resultados    | Resultados    | Resultados    | Resultados    | Resultados    | Resultados    | Resultados    |
| Internacional                                         | Internacional   | Internacional | Internacional     | Internacional | Internacional | Internacional | Internacional | Internacional | Internacional | Internacional | Internacional | Internacional |
| Evento/Temporada                                      | 1991– 1992      | 1992– 1993    | 1993– 1994        |               |               |               |               |               |               |               |               |               |
| ----------------------------------------------------- | --------------- | ------------- | ----------------- | ------------- | ------------- | ------------- | ------------- | ------------- | ------------- | ------------- | ------------- | ------------- |
| Jogos Olímpicos                                       |                 |               | 12.ª              |               |               |               |               |               |               |               |               |               |
| Campeonato Mundial                                    |                 |               | 16.ª              |               |               |               |               |               |               |               |               |               |
| NHK Trophy                                            |                 |               | 5.ª               |               |               |               |               |               |               |               |               |               |
| Skate America                                         |                 | 7.ª           |                   |               |               |               |               |               |               |               |               |               |
| Nacional                                              |                 |               |                   |               |               |               |               |               |               |               |               |               |
| Campeonato Canadense                                  |                 | 4.ª           | Medalha de bronze |               |               |               |               |               |               |               |               |               |
| Campeonato Canadense – Júnior                         | Medalha de ouro |               |                   |               |               |               |               |               |               |               |               |               |
|                                                       |                 |               |                   |               |               |               |               |               |               |               |               |               |
| Legenda: Competição não foi disputada nesta temporada |                 |               |                   |               |               |               |               |               |               |               |               |               |

### Individual feminino
| Resultados                    | Resultados             | Resultados             | Resultados             | Resultados             | Resultados             | Resultados             | Resultados             | Resultados             | Resultados             | Resultados             | Resultados             | Resultados             |
| Internacional – Júnior        | Internacional – Júnior | Internacional – Júnior | Internacional – Júnior | Internacional – Júnior | Internacional – Júnior | Internacional – Júnior | Internacional – Júnior | Internacional – Júnior | Internacional – Júnior | Internacional – Júnior | Internacional – Júnior | Internacional – Júnior |
| Evento/Temporada              | 1992– 1993             |                        | 1994– 1995             |                        | 1996– 1997             | 1997– 1998             |                        |                        |                        |                        |                        |                        |
| ----------------------------- | ---------------------- | ---------------------- | ---------------------- | ---------------------- | ---------------------- | ---------------------- | ---------------------- | ---------------------- | ---------------------- | ---------------------- | ---------------------- | ---------------------- |
| Campeonato Mundial Júnior     |                        | 12.ª                   |                        |                        |                        |                        |                        |                        |                        |                        |                        |                        |
| Nacional                      |                        |                        |                        |                        |                        |                        |                        |                        |                        |                        |                        |                        |
| Campeonato Canadense          |                        |                        | 5.ª                    |                        | WD                     | 6.ª                    |                        |                        |                        |                        |                        |                        |
| Campeonato Canadense – Júnior | Medalha de bronze      |                        |                        |                        |                        |                        |                        |                        |                        |                        |                        |                        |
|                               |                        |                        |                        |                        |                        |                        |                        |                        |                        |                        |                        |                        |
| Legenda: WD = Abandonou       |                        |                        |                        |                        |                        |                        |                        |                        |                        |                        |                        |                        |